# Linia kolejowa Nowe Święciany – Uciana
Linia kolejowa Nowe Święciany – Uciana – linia kolejowa na Litwie łącząca stację Nowe Święciany ze ślepą stacją Uciana.
Linia na całej długości jest niezelektryfikowana i jednotorowa.

## Historia
Linia powstała w 1898 jako fragment 750 mm linii wąskotorowej Postawy - Nowe Święciany - Poniewież. Wyróżniającym się budynkiem dworcowym na tym odcinku był dworzec w Syłgudyszkach, zbudowany w stylu zakopiańskim według projektu Stanisława Witkiewicza.
Po I wojnie światowej odcinek ten został przedzielony granicą, w 1920 pomiędzy Litwą Środkową i Litwą Kowieńską, a w 1922 polsko-litewską granicą państwową. Linia po stronie polskiej została rozebrana od Nowych Święcan do granicy. Po stronie litewskiej linia istniała - ostatnia stacją były Kiewneliszki, a tor urywał się na linii granicznej. Rozebrany odcinek został odbudowany podczas litewskiej okupacji Wileńszczyzny.
W okresie sowieckim linia została przekuta do rozstawu szerokotorowego. Wówczas też rozebrano dalszą część linii na zachód od Uciany.
W 2001 na linii zlikwidowano ruch pasażerski.
Linia początkowo leżała w Imperium Rosyjskim, po I wojnie światowej położona była na Litwie Środkowej, w Polsce i na Litwie, następnie w Związku Sowieckim (1940 - 1991). Od 1991 w całości znajduje się w granicach niepodległej Litwy.